# Room on the 3rd Floor
Room on the 3rd Floor è il primo album dei McFly. Venne pubblicato nel 2004.

## Tracce
1. 5 Colours in Her Hair (2.58)
2. Obviously (3.18)
3. Room on the 3rd Floor (3.16)
4. That Girl (3.17)
5. Hypnotised (3.02)
6. Saturday Night (2.47)
7. Met This Girl (2.46)
8. She Left Me (3.25)
9. Down by the Lake (2.37)
10. Unsaid Things (3.25)
11. Surfer Babe (2.33)
12. Not Alone (4.18)
13. Broccoli (3.43)